# Jerzy Juliusz Kijowski
Jerzy Juliusz Kijowski (ur. 4 maja 1943 w Lublinie) – polski fizyk teoretyczny i matematyczny, profesor nauk fizycznych związany z Centrum Fizyki Teoretycznej Polskiej Akademii Nauk (CFT PAN), a wcześniej z Wydziałem Fizyki Uniwersytetu Warszawskiego (FUW) i z UKSW; okazjonalny popularyzator nauki, działacz społeczny – między innymi harcerski – oraz chórzysta.
Specjalności Kijowskiego to klasyczna i kwantowa teoria pola, w tym grawitacja – zwłaszcza ogólna teoria względności Einsteina. Laureat kilku nagród naukowych, zarówno polskich, jak i zagranicznych.

## Życiorys

### Kariera naukowa
Jest absolwentem Liceum im. Tadeusza Reytana w Warszawie (1960). W 1965 ukończył studia w dziedzinie fizyki na Uniwersytecie Warszawskim. Następnie na tej samej uczelni uzyskał stopnie naukowe doktora w roku 1969 i doktora habilitowanego w 1973, a 17 września 1982 otrzymał tytuł profesora nauk fizycznych. Jest fizykiem teoretycznym, zawodowo związanym z Centrum Fizyki Teoretycznej PAN, był też profesorem zwyczajnym Wydziału Matematyczno-Przyrodniczego Uniwersytetu Kardynała Stefana Wyszyńskiego w Warszawie oraz profesorem wizytującym na uniwersytetach w Kolonii, Lipsku, Turynie, Mediolanie, Rzymie (La Sapienza), Marsylii, Tours, Louvain-la-Neuve oraz na politechnikach w Akwizgranie (RWTH, Rheinisch-Westfälische Technische Hochschule Aachen) oraz Claushal (Technische Universität Clausthal).
W latach 1980–1985 był zastępcą dyrektora CFT PAN, a w latach 1991–1992 dyrektorem tegoż Centrum, w latach 1996–1999 był kierownikiem Katedry Metod Matematycznych Fizyki Uniwersytetu Warszawskiego.
Członek redakcji czasopism naukowych:
- „Reports on Mathematical Physics”[6],
- „Acta Physica Polonica”[7],
- „Journal of Geometry and Physics”, które współtworzył i zasiadł w jego radzie redakcyjnej[8].

Popularyzował fizykę i matematykę przez artykuły oraz publiczne wykłady dla Centrum Nauki Kopernik w Warszawie i Wydziału Fizyki Uniwersytetu Warszawskiego. W 2011 roku był jednym z członków założycieli Polskiego Towarzystwa Relatywistycznego.

### Dorobek badawczy
Uczeń i kontynuator prac Krzysztofa Maurina. Osiągnięcia naukowe Kijowskiego to m.in.:
- wprowadzenie pojęcia geometrii wielosymplektycznej do opisu struktury kanonicznej teorii pola,
- wprowadzenie operatora „czasu przejścia” w mechanice kwantowej i podanie przy jego pomocy nowej interpretacji zasady nieoznaczoności dla czasu i energii,
- podanie nowej, całkowicie oryginalnej zasady wariacyjnej dla równań Einsteina i odkrycie tzw. afinicznego sformułowania ogólnej teorii względności,
- podanie nowego opisu pól z cechowaniem na kracie,
- podanie nowego, oryginalnego dowodu dodatniości energii grawitacyjnej[14].

### Działalność harcerska
W latach 1962–1973 działał w „Czarnej Jedynce” – jednej z najstarszych polskich drużyn harcerskich założonej w 1911 roku, którą (po rocznej przerwie w działalności) reaktywował w 1962 wspólnie z Markiem Barańskim i współprowadził do 1965 roku. W 1969 roku wraz z bratem Januszem, Michałem Kuleszą, Antonim Macierewiczem, Andrzejem Celińskim, Wojciechem Onyszkiewiczem i innymi powołali „Gromadę Włóczęgów” – działający w formie klubu dyskusyjnego przy 1 Warszawskiej Drużynie Harcerskiej krąg instruktorski, skupiający instruktorów i byłych harcerzy z „Czarnej Jedynki”. Założył w 1968 roku w ramach Szczepu 1 WDH drużynę żeglarską, o nazwie Viking Valparaiso (dodatek Valparaíso, czyli nazwa portu w Chile, który znajduje się najbardziej na antypodach w stosunku do Warszawy, symbolizował marzenie wikingów, by tam, na te antypody, kiedyś dotrzeć), która wyremontowała jacht pełnomorski Zjawa II (nazwa za zgodą Władysława Wagnera) oraz m.in. odbyła na nim rejs po Morzu Śródziemnym.

### Działalność artystyczna i inna
Jego hobby to muzyka, gra na pianinie, gitarze i klarnecie. Był założycielem i dyrygentem Chóru Flaminae, który powstał ze scholi młodzieżowej śpiewającej w kościele Opatrzności Bożej przy ul. Dickensa w Warszawie. Prowadził ten chór w latach 1978–2003, kiedy to przejęła prowadzenie jego córka Marta. W roku 1985 chór otrzymał II nagrodę na festiwalu Sacrosong w Mistrzejowicach, a dwukrotnie był wyróżniony na festiwalu Cantate Deo w Gliwicach.
Jest członkiem honorowym Przymierza Rodzin, którego był współzałożycielem w 1983 roku.

## Wyróżnienia
Zdobył prestiżowe nagrody naukowe, w tym m.in.:
- 1969: Nagroda Młodych Polskiego Towarzystwa Matematycznego,
- 1972: Nagroda Główna im. Stanisława Zaremby PTM za prace z matematyki stosowanej,
- 1980: Nagroda Wydziału III PAN.
- Nagroda imienia Stefanii Światłowskiej od VI Liceum Ogólnokształcącego im. Tadeusza Reytana w Warszawie[23].

Jest także laureatem programu „Mistrz” Fundacji Nauki Polskiej (1999–2003).
W latach 1976–1977 był stypendystą Fundacji Humboldta w RFN.

## Książki
- 2015: Geometria różniczkowa jako narzędzie nauk przyrodniczych, Centrum Studiów Zaawansowanych Politechniki Warszawskiej, ISBN 978-83-6199313-1.